# Ricardo Gallardo Cardona
José Ricardo Gallardo Cardona (San Luis Potosí, San Luis Potosí; 18 de noviembre de 1980) es un político mexicano, miembro de Partido Verde Ecologista de México. Desde el 26 de septiembre de 2021 se desempeña como gobernador de San Luis Potosí.
Se desempeñó como presidente municipal de Soledad de Graciano Sánchez de 2012 a 2014. En enero de 2015, fue consignado a un penal federal de Hermosillo, Sonora, como presunto responsable delincuencia organizada y lavado de dinero, consistente en el desvío de 200 millones de pesos del erario municipal a empresas de las que era accionista mayoritario por lo que fue ingresado al Centro Federal de Readaptación Social número 11 en Hermosillo para ser sujeto a proceso por los delitos que se le imputan.

## Biografía
Ricardo Gallardo Cardona, el Pollo, es un empresario, abogado y político nacido en San Luis Potosí, San Luis Potosí el 18 de noviembre de 1980. Estudió en el Instituto Panamericano de Estudios Superiores Abiertos y a Distancia, se graduó y obtuvo su cédula profesional en 2018. En 2001, fundó la empresa Gallardo Continental S.A. de C.V., donde desempeñó el cargo de Gerente General desde 2001 hasta 2011.    
Como parte de su trayectoria política y de servicio público, se desempeñó como diputado federal del Distrito 2 de 2018 a 2021 y como presidente municipal en el periodo 2012-2015; en ambos cargos representó a Soledad de Graciano Sánchez.
Durante  su gestión como alcalde, obtuvo el Premio Nacional al Desarrollo Municipal en 2013, gracias al crecimiento exponencial en los ámbitos económico, turístico y social en dicho ayuntamiento.
Dentro de la Cámara de Diputados, fue parte de las Comisiones de Presupuesto y Cuenta Pública, Deporte y Ganadería en la LXIV legislatura. Destaca su trabajo legislativo a favor de los grupos más vulnerables del país, la protección al medio ambiente, la educación, la salud y los derechos de las mujeres.
En 2021 registró su candidatura a la gubernatura del estado de San Luis Potosí por la coalición Juntos Haremos Historia, compuesta por el Partido Verde Ecologista de México y el Partido del Trabajo. Resultó electo con el 37% de los votos. Tomó protesta como gobernador el 26 de septiembre de 2021.

## Estancia En Prisión
José Ricardo Gallardo Cardona, alcalde con licencia de Soledad de Graciano Sánchez, San Luis Potosí, fue consignado a un penal federal de Hermosillo, Sonora, como presunto responsable delincuencia organizada y lavado de dinero, consistente en el desvío de 200 millones de pesos del erario municipal a empresas de las que era accionista mayoritario.
Aunque el llamado “Pollo”, asegura que ambos ilícitos, por los que fue detenido e ingresado a prisión en enero en 2015, fueron fabricados, los expedientes consultados por La Silla Rota comprueban que el entonces alcalde desvió 209 millones 911 mil 506.23 de pesos de las arcas municipales, a través de tres empresas en las que él, su madre y hermana eran los accionistas mayoritarios. 

## Como Gobernador
Ricardo Gallardo Cardona asumió el cargo como gobernador constitucional de San Luis Potosí el 26 de septiembre de 2021. A un año de iniciar sus funciones como gobernador rindió su primer informe de gobierno el 26 de septiembre de 2022, en el cual resaltó las acciones que él y su equipo han puesto en marcha para lograr justicia social y dejar atrás la “herencia maldita” de administraciones pasadas, que no procuraron el bienestar de las y los potosinos.
Durante su primer año de gobierno se ha destacado la implementación de programas sociales que han beneficiado a miles de potosinas y potosinos. Uno de los compromisos de la campaña del gobernador Ricardo Gallardo fue otorgar licencias y placas gratuitas en San Luis Potosí, programa social que inició su primera etapa el 6 de diciembre de 2021 y se ha implementado para apoyar a las familias potosinas de gastos onerosos.
Asimismo, como parte de la estrategia de Gallardo para acabar con la desigualdad social del estado implementó una serie de programas sociales que buscan beneficiar a cada potosina y potosino como el Programa de Tortillerías subsidiadas, las becas económicas a madres solteras y adultos mayores y becas alimentarias para apoyar a familias con escasos recursos. Este último programa es considerado para el gobernador Gallardo como de mayor impacto social, puesto que llega a cada rincón de San Luis Potosí con el objetivo de acercar el trabajo del nuevo Gobierno y hacer partícipes a todas y todos por igual de los beneficios.
De igual manera, Ricardo Gallardo ha implementado programas sociales que brindan ayudas a las y los estudiantes potosinos. Uno de ellos es el programa “MI PASE”, transporte gratuito para estudiantes, con el cual, se logró beneficiar a 25 mil a alumnas y alumnos universitarios en la primera etapa del Programa. Se busca implementar el programa a través de etapas y con ello ayudar a los 62 mil alumnas y alumnos universitarios que forman parte de la comunidad universitaria de San Luis Potosí. Por otro lado, con el programa de entrega de útiles escolares y zapatos a niñas y niños de nivel básico se beneficiaron a 350 familias potosinas.
Cabe destacar que San Luis Potosí es el primer estado de la República Mexicana en implementar el programa “Kit de menstruación digna”, con el cual se pretende brindar protección física e integral para las mujeres de áreas marginadas y en situaciones desfavorecidas de las cuatro regiones que conforman la entidad.<ref>{{Cita web|url=https://sanluis.eluniversal.com.mx/sociedad/slp-lanza-programa-menstruacion-digna-entregan-toallas-reutilizables-y-pantaletas%7Ctítulo=El Universal. (2022a, abril 21). SLP lanza programa “Menstruación Digna”; entregan toallas reutilizables y pantaletas menstruales. San Luis Potosí.
El gobernador genero controversia al ofrecer una explicación insólita sobre un extraño incidente ocurrido en el Palacio de Gobierno, donde fue visto pasar la silueta de una mujer desnuda en una de sus salas. En un intento por dar una respuesta que aliviara el desconcierto, el mandatario afirmó que la mujer avistada no era una persona real, sino un "fantasma" de la Emperatriz Carlota, esposa de Maximiliano de Habsburgo, emperador de México. La declaración ha causado un revuelo tanto en la opinión pública como entre los expertos en historia y paranormal, que se han mostrado sorprendidos por la inusual interpretación del gobernador, quien insiste en que la presencia de la figura fantasmal es parte de los mitos que rodean la historia del antiguo imperio mexicano. Esta versión, más propia de relatos legendarios que de hechos históricos, ha llevado a la comunidad a cuestionar la credibilidad y la sensatez de las autoridades en el manejo del incidente.